# 2022 West
2022 West este un asteroid din centura principală, descoperit pe 7 februarie 1938 de Karl Reinmuth.